# Waterloo (plantage)

Waterloo (circa 1880)

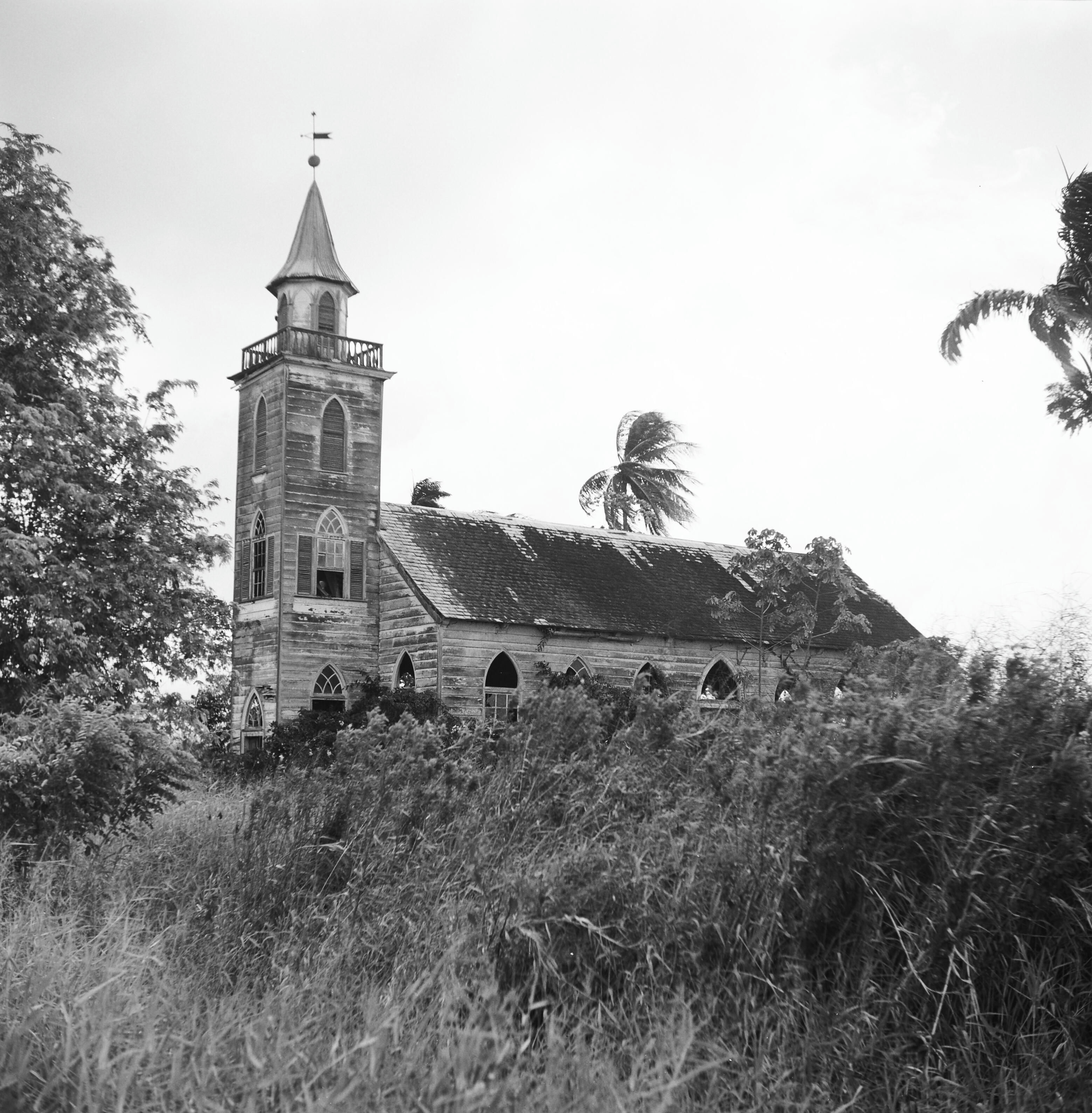
Kerk van de EBGS, foto: Temminck Groll

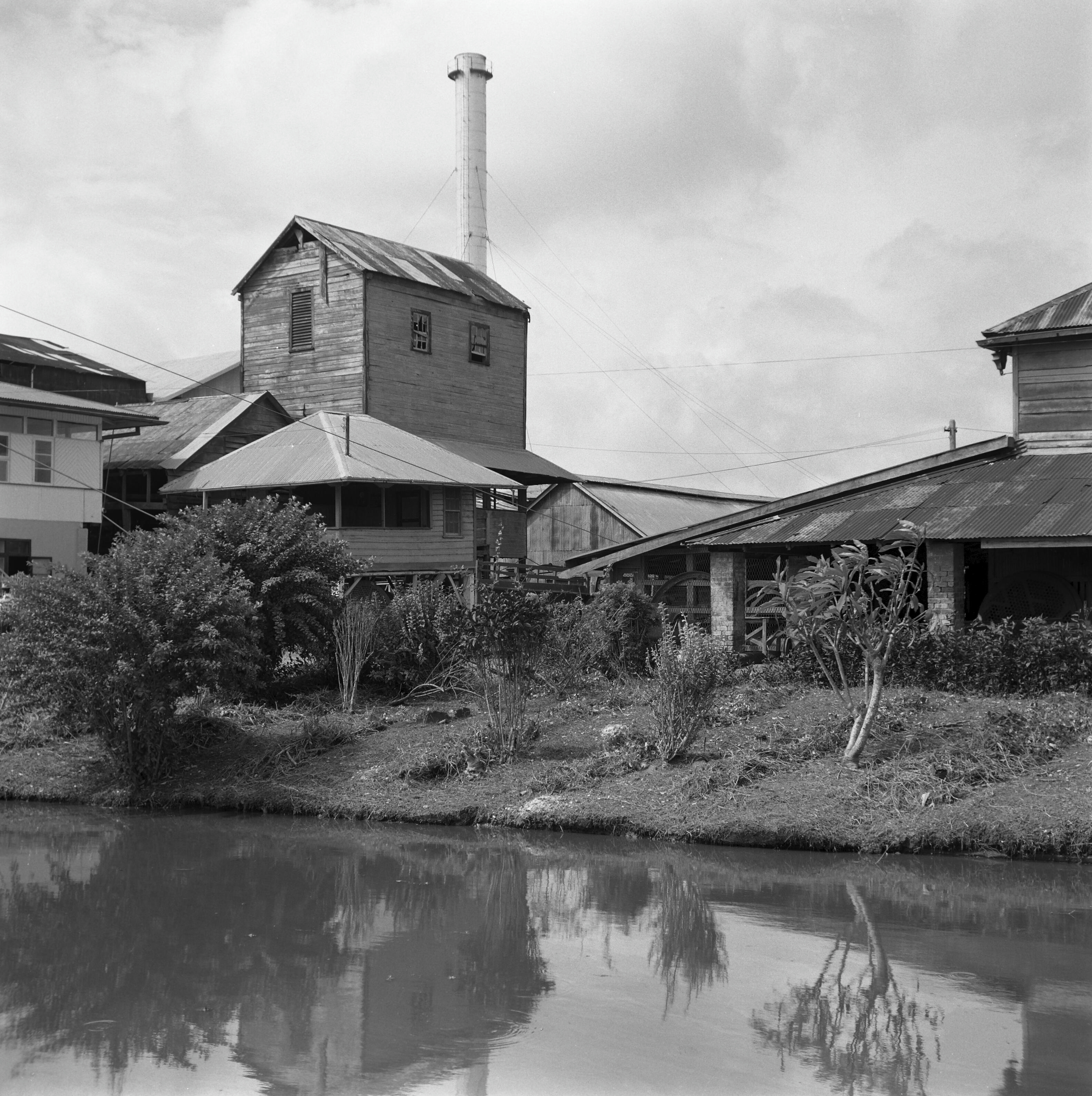
Suikerfabriek

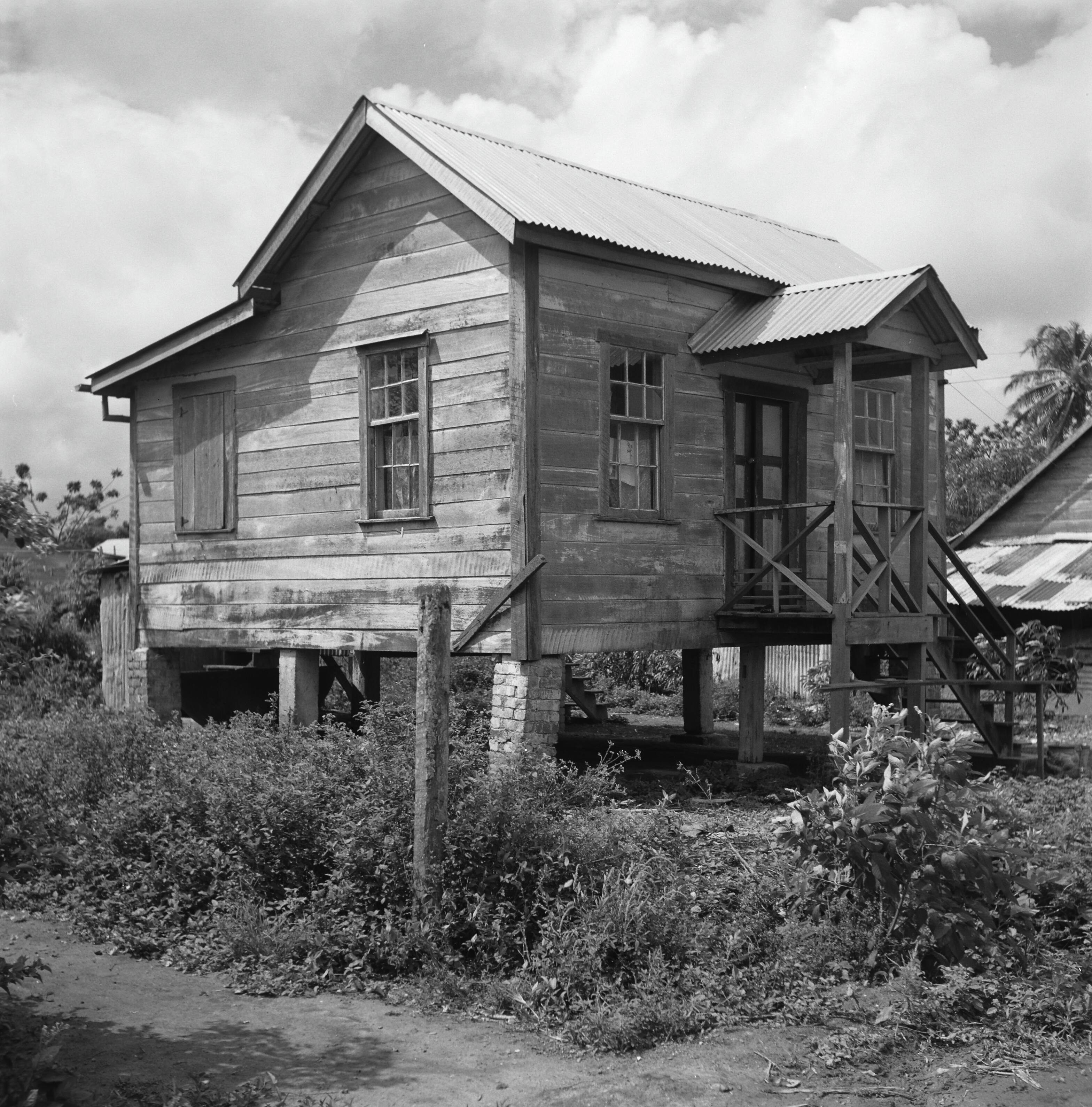
Woning

Waterloo was een suikerrietplantage aan de Nickerie in het district Nickerie in Suriname. De plantage lag stroomafwaarts naast de plantage Nursery en stroomopwaarts naast de plantage Margarethenburg

## Geschiedenis

### Negentiende eeuw, tijdens slavernij
De grond had een oppervlakte van 500 akkers en werd vanaf 1821 met koffie beplant. De grond werd uitgegeven aan de Schot James Balfour (1777-1841), afkomstig uit het graafschap Fife. Balfour was eerder werkzaam in de koloniën Berbice en Demerary. Zijn zuster Helen was getrouwd met Robert Kirk. Hun zoon Robert Jr., het neefje van Balfour, werd later een van de grootste plantage-eigenaren van Suriname.
Kappler, een militair die in Nickerie was gestationeerd, merkte op dat Balfour meer dan 700 slaven bezat, die werkten op zijn drie plantages. Balfour overleed in augustus 1841 op Waterloo. Hij was op dat moment ook in het bezit van Hazard, Ellen de katoenplantages Providence en Forque en de houtgrond Berlijn aan de Para.
Waterloo was de eerste suikerplantage in Suriname met vacuümpannen en centrifugale verdampers. In Brits-Guiana was dit systeem al 25 jaar eerder ingevoerd en hadden de meeste plantages er inmiddels de beschikking over. Opvallend is dat dit een van de weinige plantages in Suriname was waar de aanschaf van zulke dure productiemiddelen geheel met eigen middelen is betaald. Onder leiding van Robert Kirk werd de plantage volledig omgezet voor de teelt van suikerriet.
In 1849 keerde Kirk terug naar Schotland. Ondertussen werd op zijn verzoek op de plantage Christelijk zendingswerk gedaan, waarvoor hij grond ter beschikking stelde. In 1859 kwam zodoende een zendingspost van de Evangelische Broedergemeente Suriname tot stand. Omstreeks 1870 werd op Waterloo een grote kerk gebouwd. Deze is tot omstreeks 1960 in gebruik gebleven.

### Negentiende eeuw, na afschaffing slavernij
Tijdens de slavenemancipatie in 1863 werden 240 slaven vrijverklaard. Na ontvangst van de financiële compensatie voor de emancipatie vertrok Robert terug naar Schotland en stelde hij zijn broer, John Johnstone, aan als directeur. Na de emancipatie schakelde de plantage over op contractarbeiders. De contractanten kwamen uit Brits-Indië en Java. Inmiddels was ook Nursery aangekocht en werd samen met Hazard feitelijk één bedrijf gevormd. In totaal werden 2187 Hindostaanse (1880-1916) en 3033 Javaanse contractanten (1901-1929) geworven. In 1883 werd Kirke in staat van faillissement verklaard. Een jaar later vroeg hij een perceel van 217 hectare (500 akkers) tegen over Waterloo aan.

### Twintigste eeuw
Kirke overleed in 1901. Een paar jaar later was de productie op zijn top en werken er meer dan 1100 contractarbeiders. Waterloo was toen een van de vijf suikerplantages die nog in productie waren. De productie in die tijd bedroeg ongeveer 1,5 miljoen kilo rietsuiker en 120.000 liter rum.
Doordat veel mensen in de rijstteelt gingen werken kreeg de plantage te maken met een tekort aan arbeiders en werd de productie noodgedwongen verkleind. De fabriek op Hazard werd gesloten en de verwerking van het riet vond plaats op Waterloo. Indertijd waren de twee plantages, werkend onder de naam “Nickerie Sugar Estate Company Ltd”, de enigen in Suriname die kunstmest gebruiken.
In 1937 begon de Guyanese ondernemer Sankar, die eigenaar was van Hazard, Waterloo, Longmay, Plaisance en Paradise, op grote schaal kokospalmen aan te planten voor de productie van kopra en kokosolie. Binnen enkele jaren wilde hij tussen de 60.000 en 100.000 palmen hebben staan. In het begin van de jaren 50 werd er nog ongeveer een miljoen kilo suiker en 12.00 en 19.00 liter rum geproduceerd. In 1969 stopte de productie vanwege een grote staking onder leiding van Eddy Bruma. De staking leidde uiteindelijk tot het faillissement van Sankar en de sluiting van de plantage.
In 1978 werd een deel van de plantage verkocht aan de rijstmagnaat Imro Manglie. In 2013 liet Manglie een vliegveldje aanleggen op het terrein van de voormalige plantage.

## Trivia
- Van de grote directeurswoning die 100 ramen telde, wordt verteld dat het honderdste raam op last van de gouverneur nooit open mocht staan.
- Het boek De suiker die niet zoet was van Safdar Zaida speelt zich voor een deel af op Waterloo. Dat geldt ook voor “Vervoering” van Shantie Singh. In De laatste resten tropisch Nederland van Willem Frederik Hermans wordt de staking beschreven.
- De vader van politicus Jagernath Lachmon werkte als kok op Waterloo.

A la bonne heure · Anna's Zorg · Akkerboom · Alliance · Alkmaar · Andresa · Auka · Andreesgift · Bantaskine · Barbados · Batavia · Beekenhorst · Belladrum · Bellevue · Belwaarde · Beninenburg · Berg en Dal · Bergen op Zoom · Berlijn (Commewijne) · Berlijn (Para) · Bethlehem · Boksweide · Boston · Botany Bay · Boxel · Bronswijk · Brouwerslust · Bruinendaal · Bucklebury · Buitenrust · Burnside · Cadrosspark · Caledonia · Campenburg · Cannewapibo · Catharina Sophia · Clevia  · Cliffort-Kokshoven · Clyde · Concordia · Concordia en een Kwart Lot · Courcabo · De Dageraad · De Goede Vriendschap · De Resolutie · De Vier Hendrikken · Diamond · Dijkveld · Domburg · Dordrecht · Eendragt · Elisabeth's Hoop · Ellen · L'Espérance (Nickerierivier) · L'Espérance (Surinamerivier) · Esthersrust · Fairfield · Fortuin · Flora · Florentia · Frederiksburg · Frederiksdorp · Frederikslust · Geertruidenberg · Geyersvlijt · Glensander · Gloria · Groot Chatillon · Groot Marseille · Guadeloupe · Hague · Hamburg · Hamilton · Hamptoncourt · Hannover · Hazard · Hebron · Hecht en Sterk · Hooyland · Hope · Houttuin · Huntly · Huwelijkszorg · Inverness · Jagtlust · Jodensavanne · Johan & Margaretha · Johanna Catharina · Johanna Maria · Johannesburg · John · Katwijk · Kent · Kerkshoven · Killenstein · Klein Bellevue · Kleinhoop · Krappahoek · Kroonenburg · Kwatta · La Jalousie · La Prosperité · La Rencontre · La Ressource (Saramacca) · La Ressource (Surinamerivier) · La Singularité · Laarwijk · Leasowes · Leliëndaal · Leonsberg · Livorno · Longmay · Lunenburg · Lust en Rust · Lustrijk · Maasstroom · Margarethenburg · Maria Petronella · Mariënbosch · Mariënburg · Margaretha's Gift · Mary's Hope · Meerzorg · Merveille · Moed en Kommer · Mon Bijou · Mon Souci · Mon Trésor · Monnikendam · Mopentibo · Morgenster · Moy · Nieuw Mocha · Nieuwzorg · Nieuwe Aanleg · De Nieuwe Grond · Nijd en Spijt · Novar · Nursery · Nut en Schadelijk · Onoribo · Onverwacht · Oranibo · Ornamibo · Overbrug · Overtoom 
· Oxford · Palestina · Paradise · Persévérance · Petersburg · Picardië · Peperpot · Pieterszorg · Plaisance · Poelwijk · Potosie · Purmerend · Reijnsdorp · Reijnsfort · Rijnberk · Roosenburg · Rorac · Rust en Werk · Rustenburg · Saltzhalen · Sans Souci · Saphir · Sarah · Sardam · Schaapstede · Schoonoord · Sinabo en Gelre · Sint Barbara · Sint Eustatius · Slootwijk · Sorgvliet · Spieringshoek · Standvastigheid · Suidwijn · Suzanna's Daal · Toevlugt (Surinamerivier) · Tout Lui Faut · Toledo · Totness · Tyronne · 't Vertrouwen · Victoria · Vierkinderen · Visserszorg · Voorburg · Voorzorg (Saramacca) · Vossenburg · Vredenburg · Vriendsbeleid en Ouderzorg · Vreeland · Waltonhall · Waldijk · Waterloo · Wederzorg · Welbedacht · Welgelegen (Commewijne) · Welgelegen (Coronie) · Welgevallen · Weltevreden · Wolffs Capoerica · Wolfenbüttel · 't Ylant · Zoelen · Zorg en Hoop (hout) · Zorg en Hoop (indigo) · Zorg en Hoop (katoen) · Zorg en Hoop (suiker)